# Marcedes Walker
Marcedes Marie Walker (Filadelfia, 17 ottobre 1986) è un'ex cestista statunitense naturalizzata azera, professionista nella WNBA.